# John Giorno
John Giorno, född 4 december 1936 i New York, död 11 oktober 2019 i New York, var en amerikansk poet och performancekonstnär. Han är grundare till det icke-kommersiella produktionsbolaget Giorno Poetry Systems och gjorde ett flertal tidiga multimedia-poesi-experiment som Dial-A-Poem. Han blev uppmärksammad för sin roll i Andy Warhols film Sleep från 1963. Giorno var också AIDS-aktivist och en som länge praktiserat Nyingma, en tradition inom tibetansk buddism.

## Biografi
Giorno föddes den 4 december 1936 i New York. 1958 examinerades han från Columbia University där han var vän med fysikern  Hans Christian von Baeyer. I början av 20-årsåldern arbetade han under en period som börsmäklare i New York. 1962 mötte han Andy Warhol under Warhols första popkonstutställning i New York på Eleanor Wards Stable Gallery. De blev ett par och Warhol kom att bli en viktig influens för hans utveckling inom poesi, performancekonst och skivutgivning.
I Warhols stumfilm Sleep från 1963 ses Giorno sova framför kameran i mer än fem timmar. En mindre känd film av Warhol där Giorno är med är John Washing, även den från 1963, som endast är 4,5 minuter lång. Giorno och Warhol hade en nära relation fram till början av 1964 varefter deras kontakt blev mer sporadisk. De återfick kontakten några år innan Warhols död. Inspirerad av Warhol, och av senare vänskap med Robert Rauschenberg och Jasper Johns, började Giorno inkorporera popkonstpraktiker i sin poesi, som appropriering av andras bilder, och han skapade bland annat The American Book of the Dead 1964 (som publicerades i hans första bok, Poems, som gavs ut 1967. Hans kontakt med William S. Burroughs och Brion Gysin med början 1964, bidrog till hans intresse för cut up- och montageteknik som han applicerade på funna texter. Via Gysin kom han även att skapa sin första ljudpoesi, ett stycke som presenterades på Musée National d'Art Modernes biennal i Paris 1965. Under denna period sågs han som en del av Beatpoeterna.

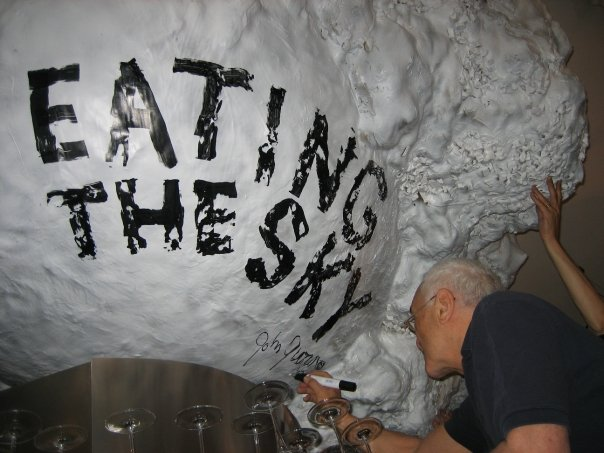
Frasen "Eating the Sky" återkommer i Giornos verk. Här signerar han ett verk i den italienska staden Monza, 2009.

Inspirerad av de evenemang som Rauschenberg arrangerade 1966 genom sitt Experiments in Art and Technology började Giorno att göra sina "Electronic Sensory Poetry Environments", där han samarbetade med synthesizerinnovatören Robert Moog, och andra för att skapa psykedeliska poesiinstallationer/happenings på platser som St. Mark's Church i New York. 1965 hade Giorno grundat den icke-kommersiella produktionsbolaget Giorno Poetry Systems för att förmedla poesi till nya publikgrupper, genom innovativ teknologier. 1967 organiserade Giorno den första Dial-A-Poem-evenemanget vid Architectural League of New York, där han tillgängliggjorde korta dikter av ett antal samtidspoeter via telefon. Företeelsen upprepades på Museum of Modern Art (MoMA) 1970 där han fick stor uppmärksamhet. Detta ledde till att han gav ut ett antal LP-album som samlade dikterna och som gavs ut av Giorno Poetry Systems. Några av poeterna som ingick var Burroughs, John Ashbery, Ted Berrigan, Patti Smith, Laurie Anderson, Philip Glass, Robert Rauschenberg och Robert Mapplethorpe.
Giornos textbaserade poesi utvecklades snabbt i slutet av 1960-talet från den typ av direktapproriering av texter från dagstidningar som han omskapade till montage med helt andra typer av texter, till utvecklingen av hans så kallade dubbelkolumnpoesi, där han använder sig av upprepningar över kolumnerna och nedför sidan. Denna teknik lät Giorno härma den typ av eko- och förvrängningseffekter som han använde sig av under sina performativa uppläsningar. Ett antal av dessa dikter samlade han i Balling Buddha (1970). Dikterna omfattade också allt mer radikalt politiskt material och Giorno engagerade sig i ett antal protester gentemot Vietnamkriget. Giorno och Abbie Hoffman gjorde bland annat ett verk för radio som sändes på WPAX radio broadcast till USA:s trupper i Sydvietnam via Radio Hanoi.
Giorno reste 1971 till Indien där han mötte Dudjom Rinpoche, överhuvud för Nyingmaorden, en tradition inom tibetansk buddhism. Han blev en av de första västerlänningar att började studera tibetansk buddhism, och han var medlem av buddhistiska församlingar under flera årtionden, och bjöd in flera tibetanska läromästare till New York. Hans poesi har reflekterat flera teman hämtade från buddhism och andra asiatiska religioner. I dikten "Cancer In My Left Ball" (1972) innebar en mycket originell korsbefruktning av buddhistiska och västerländska avantgardepraktiker.
På 1970-talet gjorde han rockklubbsturnéer med Burroughs, där han utvecklade en PA-förstärkt, konfrontativ performancepoesi som blev mycket inflytelserik för Poetry Slam-scenen men även performancekonstnärer som Karen Finley och Penny Arcade, och den tidiga industrimusiken som Throbbing Gristle och Suicide. 1982 gjorde han albumet Who Are You Staring At? med Glenn Branca och har en framträdande roll i Ron Manns film Poetry in Motion från 1982. I början av 1980-talet slutade han att använda sig av funnet material i sin poesi och har därefter utövat en sorts experimentell realism, i en sort besvärjande repetitiv men samtidigt lyrisk stil.
Med start i hans Pornographic Poem från 1964 har Giorno har hyllat queer sexualitet. Han fortsatte med detta under 1970-talet i sina psykedeliska frammaningar av de homosexuella nattlivet i New York, och i mer samtida dikter som Just Say No To Family Values. 1984 grundade han välgörenhetsorganisationen the AIDS Treatment Project, som än idag finansierar och på andra sätt stödjer personer med AIDS.
Utöver sina samarbeten med Burroughs har Giorno producerat över 50 LP-skivor, kassetter, videor och böcker. Än idag medverkar han på poesifestivaler och liknande evenemang, främst i Europa där han varit viktig för ljudpoesiscenen under flera årtionden. 2007 medverkade han i Nine Poems in Basilicata, en film regisserad av Antonello Faretta vilken baseras på hans poesi och framträdanden. Utöver sina soloframträdanden har han även sedan 2005 samarbetat med den spanska musikern Javier Colis i en sorts musik/poesi-föreställningar.
Hans produktion finns samlad i Subduing Demons in America: Selected Poems 1962–2007, som publicerades på Soft Skull 2008.
2010 hade Giorno sin första separatutställning på ett galleri när hans Black Paintings and Drawings visades på Nicole Klagsbrun Gallery. De första dikttrycken var del av installeringen när han presenterade Dial-A-Poem på MoMA 1970. 2011 var han med i en av R.E.M.:s musikvideor för låten "We All Go Back to Where We Belong".